# Cratere Proctor (Luna)

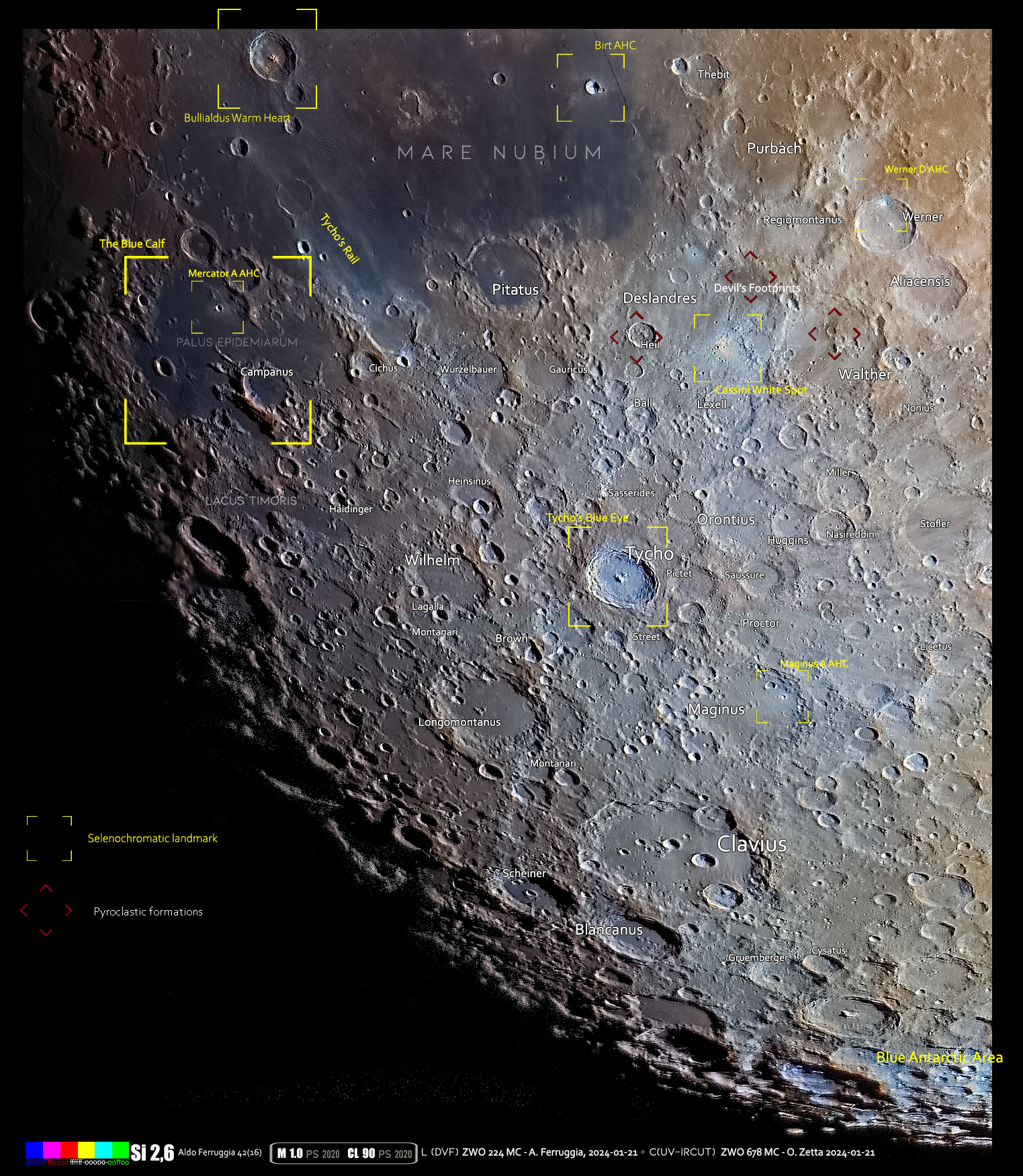
Area del cratere in formato selenocromatico

Proctor è un cratere lunare di 47,64 km situato nella parte sud-occidentale della faccia visibile della Luna.
Il cratere è dedicato all'astronoma statunitense Mary Proctor.